# 瓦松维尔
瓦松维尔（法語：Oysonville，法語發音：[wazɔ̃vil]）是法国厄尔-卢瓦省的一个市镇，位于该省东北部，属于沙特尔区。

## 地理
瓦松维尔（48°23'37"N, 1°57'14"E）面积9.63 平方千米，位于法国中央-卢瓦尔河谷大区厄尔-卢瓦省，该省份为法国北部内陆省份，北起顺时针与厄尔省、伊夫林省、埃松省、卢瓦雷省、卢瓦-谢尔省、萨尔特省和奧恩省接壤。
与瓦松维尔接壤的市镇（或旧市镇、城区）包括：维耶维尔、梅罗贝尔、圣埃斯科比耶、孔热维尔-蒂永维尔、戈梅维尔。
瓦松维尔的时区为UTC+01:00、UTC+02:00（夏令时）。

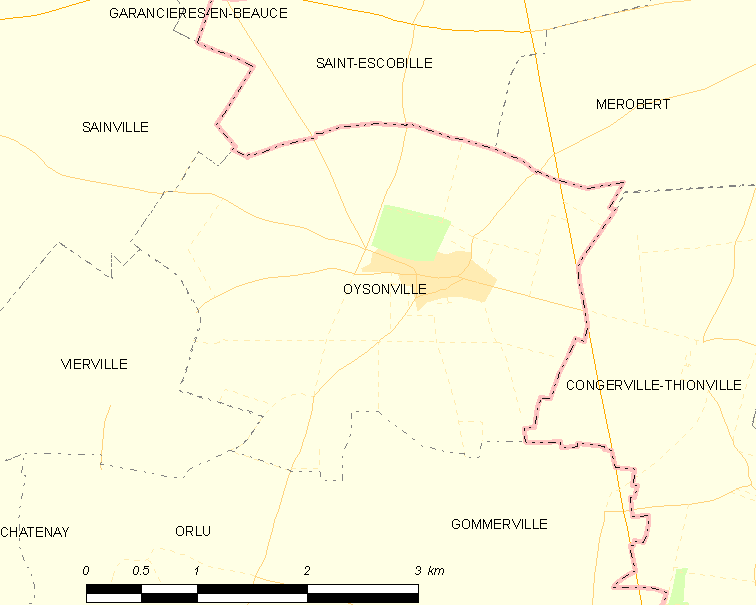
瓦松维尔的OSM定位图

## 行政
瓦松维尔的邮政编码为28700，INSEE市镇编码为28294。

## 政治
瓦松维尔所属的省级选区为欧诺县。

## 交通
厄尔-卢瓦省省道D116A线和D141.4线在境内交汇。

## 人口

1962-2008年间瓦松维尔人口变化图示

瓦松维尔于2022年1月1日时的人口数量为526人。